# Comunità ebraica di Catania
La comunità ebraica di Catania ha avuto un lungo periodo di esistenza, dall'epoca romana all'espatrio dai territori appartenenti alla Corona d'Aragona, cui apparteneva la città, indetto da Ferdinando il Cattolico con il cosiddetto decreto di Alhambra. La presenza di famiglie ebree nei secoli successivi al decreto non riescono ad affermare la creazione di una nuova comunità stabilmente insediata nel territorio cittadino, sebbene non manchino attestazioni di manifestazioni di tipo comunitario indipendenti dalla comunità ebraica di Napoli, cui le famiglie catanesi fanno riferimento.

## Prime comunità ebraiche

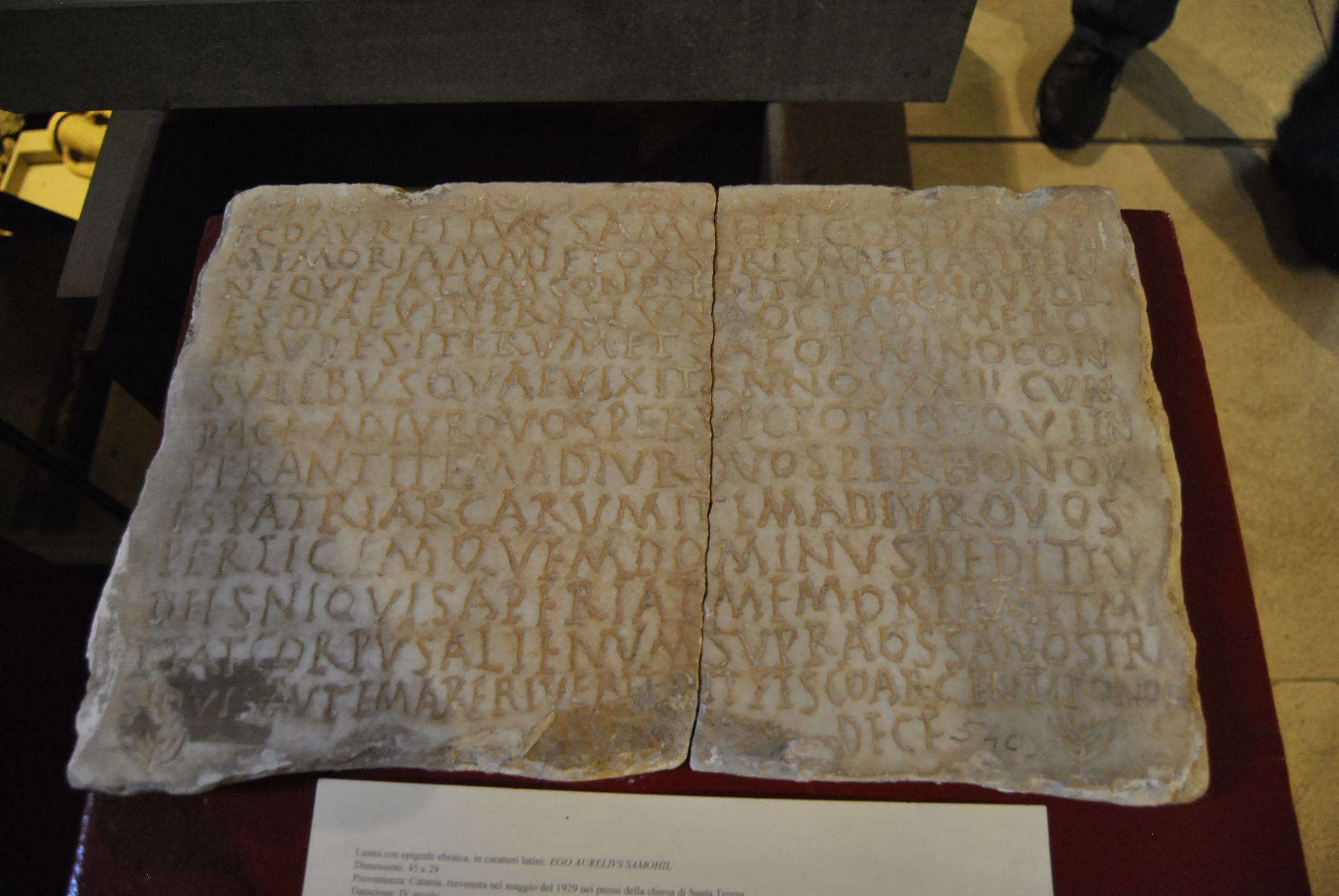
Epigrafe di Aurelio Samohil (IV secolo), custodita nel Museo civico al Castello Ursino.

Se nel corso del XVII secolo gli eruditi locali favoleggiavano origini bibliche su Catania (per esempio, il suo fiume Amenano, riportato da alcune fonti antiche col toponimo di Chamasenon, avrebbe indicato un legame con
Cam), i primi ebrei a Catania sono attestati con certezza archeologica a partire dall'età romana. Un'incerta tradizione vuole che Tito, distrutto il Tempio di Gerusalemme nel 70, riempisse tre navi di Ebrei, abbandonandole a mare senza guida. Una miracolosa tempesta fece giungere le tre navi in altrettanti porti sicuri a Genova, in Sicilia e in Africa. Tuttavia tale tradizione ha solo il sapore della leggenda, non riscontrabile da certa documentazione.

La presenza ebraica a Catania è invece attestata con certezza in epoca romana a partire dal IV secolo, come dimostrato da una lapide incisa rinvenuta nella zona orientale della città, nei pressi dell'attuale via Antonino di San Giuliano, in caratteri e lingua ebraica e latina, questi ultimi databili alla fine del IV secolo.
Tuttavia un'epigrafe datata al III secolo d.C. ritrovata nelle catacombe di Villa Torlonia e deposta sulla tomba del ventiduenne Ioustos, riporta il nome di Amachios da Catania, padre del defunto, nome greco che traduce Shlomo. Viene reputato il primo ebreo siciliano documentato.

Altri riferimenti alla comunità antica catanese si desumerebbero, attraverso gli Acta Sanctorum, relativi alle vite dei due patroni cittadini Agata e Leone. Nel primo caso, a un anno esatto dal martirio della santa, un'eruzione lavica dell'Etna avanzò minacciosa in direzione della città e gli abitanti delle campagne, unitamente a gentili ed ebrei, avrebbero usato il suo sudario perché ritenuto miracoloso per arrestare l'avanzata lavica. Nel caso del vescovo Leone, invece, si fa riferimento alla figura - inventata certamente - di Eliodoro, il quale avrebbe studiato magia nera presso gli ebrei. Delle dinamiche che hanno portato alla scomparsa di questa antica comunità non vi sono documentazioni chiare.

## Comunità medioevale

### Alto Medioevo
Notizie più costanti pervengono piuttosto dal periodo di occupazione islamica della Sicilia in poi. Come per il resto dell'Isola, infatti, a Catania gli emiri si circondavano spesso di funzionari di estrazione ebraica, provenienti per lo più da paesi del Nord Africa o dall'Asia Minore. La comunità era soggetta al pagamento della gizia (tassa personale per la libertà di culto). La posizione di privilegio acquisita sotto l'emirato andò scemando con l'occupazione cristiano-normanna. Inizialmente discriminati e isolati (costretti a portare elementi distintivi sugli abiti: rotella per gli uomini e rindella per le donne) e privi della possibilità di rivestire alcun impiego pubblico o posizione di comando, nonché ad assumere titoli nobiliari, gli Ebrei catanesi ottennero piano alla volta una riconosciuta e completa autonomia in campo giuridico e religioso dalla piccola e compatta minoranza che costituivano inizialmente sotto i normanni. Come per le altre 63 siciliane, inoltre, la comunità ebraica catanese conobbe un notevole sviluppo che la portò dai 23 masunati (nuclei familiari) del 1145 ai 68 del 1492, costituendo circa il 2% della popolazione.

### XIII-XV secolo
Nel 1235 la comunità risiede in un quartiere entro le mura di città, denominato giudecca e partecipa alla costruzione del Castello Ursino (1239-1250), come dimostrano i riferimenti alle simbologie giudaiche impresse dagli operai a decorazione dell'esterno del maniero. Nel corso del XIV secolo il primo nucleo comunitario si accresce e conquista la zona a sud; per questo periodo si dota di due sinagoghe, un ospedale, un macello e persino un cimitero poco fuori le mura. La comunità ebraica di Catania era prevalentemente in affari con il mercato del pesce e come era d'abitudine si affacciava su di un fiume, nel caso catanese sull'Amenano che prese da essi a chiamarsi Judicello, adoperato per i bagni rituali delle donne.

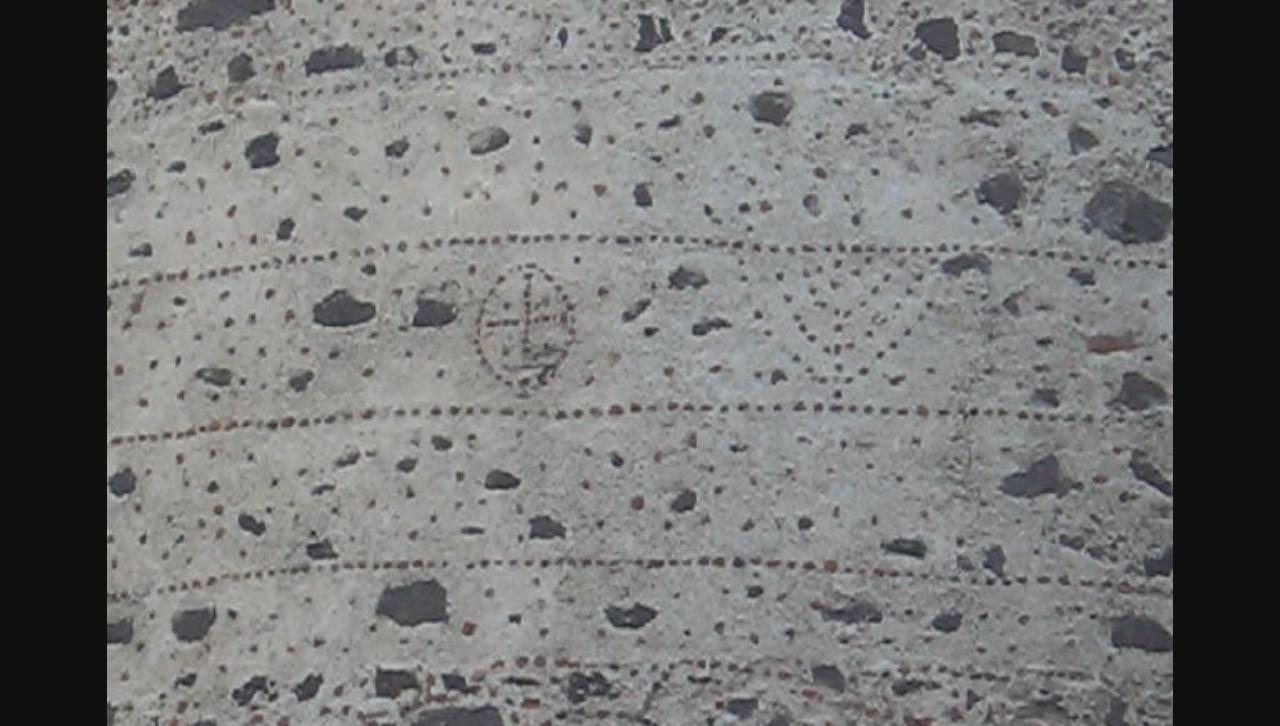
Testimonianza della comunità ebraica di Catania nel XIII secolo: Torre delle Bandiere, Castello Ursino.

Il rapporto con i Cristiani appare fondato su una reciproca tolleranza e mentre mancano testimonianze di disordini in città relativi alla convivenza tra le due comunità religiose, appare un certo amalgamarsi tra le due: persino alla fine del XV secolo, poco prima della espulsione dai territori aragonesi, in città era in costruzione un grande edificio per la produzione della seta in cui Ebrei e Cristiani avrebbero lavorato assieme. Sebbene per marineria e milizie non fosse concesso lavorare assieme, molte altre attività - specie quelle legate al piccolo e medio commercio e all'artigianato - erano strettamente condivise, come anche l'attività professionale, settore in costante crescita e sviluppo dal XIII secolo grazie a una crescita economico-sociale nel Regno. La totale assenza di medici del luogo, ad esempio, (altrimenti provenienti dalle università del nord Italia e ancora in misura maggiore da Salerno) fece sì che tra il 1363 e il 1492 furono oltre 160 i medici ebrei a Catania. Sebbene non mancassero le restrizioni, come il divieto di esercizio della professione medica su pazienti cristiani del XIII secolo, abolito solamente nel 1451 da Alfonso V d'Aragona, le invidie e calunnie dei colleghi, gli impedimenti economici per accedere alle università che prevedevano tasse maggiori a chi fosse ebreo, emergevano comunque personalità legate alla medicina di estrazione ebraica che assumevano ruoli decisamente di rilievo. Alcuni di essi ricoperti anche da donne. A Catania vi fu una donna medico, Verdimura moglie di Pasquale de Medico, che nel 1376 ottenne l'abilitazione ad esercitare medicina fisica. A Catania l'esercizio medico conobbe un notevole sviluppo quindi, forse anche a seguito della peste del 1347 e dove la maggior percentuale era costituita da operatori sanitari di estrazione ebraica. Spicca tra tutti la figura del messinese Moysè Medici de Bonavoglia, che grazie all'intervento dello stesso Alfonso poté frequentare nel 1416 lo Studio di Padova. Nel 1420, sempre grazie ai contributi regi, ottenne la prestigiosa carica di Dienchelele di Sicilia (una sorta di giudice universale giudaico). Moysè ebbe notevoli interessi immobiliari per la Judeca Suttana di Catania, dove acquistò diversi edifici.

Il riconoscimento dei servizi offerti dai medici ebrei di Catania presenta anche casi di eclatanti esenzioni e privilegi: Israel Greco venne esonerato nel 1481, su esplicita richiesta della contessa di Adernò, dal portare la rotella. La comunità appare anche tra i volontari che finanziarono la spedizione della Reconquista: non mancano infatti testimonianze di elargizione di beni ai fini della campagna militare spagnola da parte delle giudecche isolane, campagna che ne avrebbe poi decretato l'esilio.

### Espulsione del 1492
L'indomani della Reconquista della Spagna e della capitolazione di Granada il 6 gennaio del 1492 re Ferdinando ottenne il titolo, insieme alla consorte, di Rey Católico, titolo che faceva di lui il protettore del Cristianesimo. A seguito del caso del Santo Niño de La Guardia, il sovrano iniziò dunque una politica di esilio ed espatrio dai domini spagnoli degli ebrei che non si fossero convertiti. L'editto, emanato il 31 marzo venne recepito in Sicilia solamente il 18 giugno del medesimo anno. Al momento dell'espatrio da Catania le comunità ebraiche vennero costrette a saldare il debito con il re contratto per il finanziamento della presa di Granada, nonché a rivendere i loro possedimenti per ricavare contante da usare per il pagamento. Tali provvedimenti sembra che fossero stati disapprovati dal popolo siciliano e i senati dei maggiori demani inviarono solenni proteste contro l'ingiusta espulsione a re Ferdinando.

La deportazione decretò la definitiva scomparsa della presenza ebraica e a Catania, testimoniata a circa 2000 unità, come per tutto il cosiddetto Mezzogiorno d'Italia, non rimase alcun Giudeo. Con la confisca dei beni ad essi appartenuti si ottenne un notevole incremento immediato per le ricchezze della Corona, ma ciò causò anche l'ammanco dei ruoli fino a quel tempo assunti dagli Ebrei, tra cui i banchieri e i gabellieri - che altrove avrebbero provveduto a rafforzare l'economia statale, mentre per i dominii spagnoli fu una delle cause di impoverimento e crisi nei secoli XVI e XVII - ovvero gli operatori sanitari e i medici che dovettero essere rimpiazzati da figure provenienti dall'estero. Pure vennero a mancare gli introiti tributi da parte di chi voleva abitare in una città demaniale come lo fu Catania.

## Nuova comunità ebraica

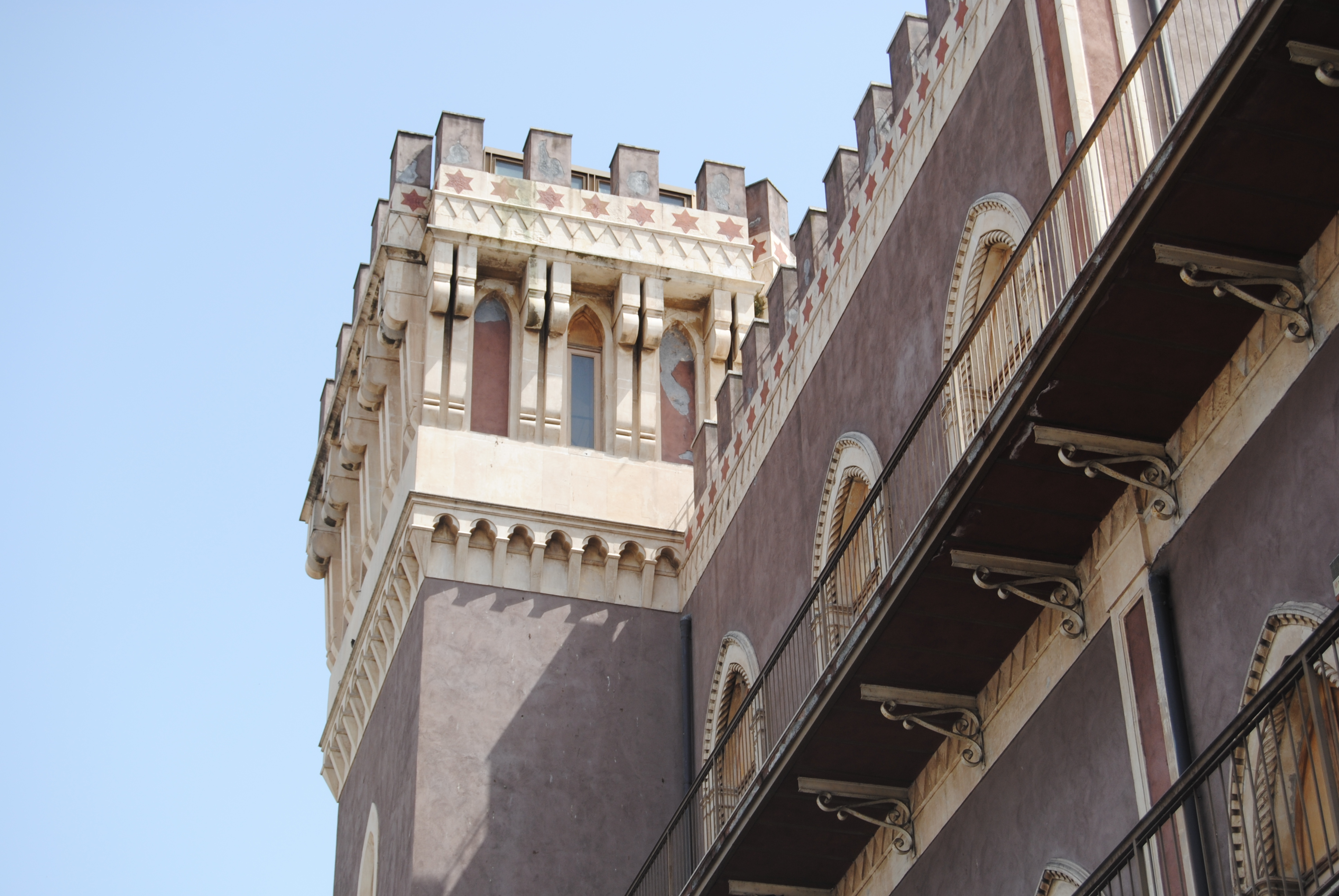
Il cosiddetto Castello della Leucatia. Si nota la processione di stelle di David a decorare il cornicione.

L'espulsione del 1492 vide molti ebrei catanesi convertirsi al Cristianesimo e molti altri costretti alla fuga. Il sultano ottomano inviò in Spagna e Sicilia, a più riprese, un'intera flotta per accogliere come profughi in Turchia i giudei cacciati, ancora abitata dagli eredi di Spagnoli e Siciliani emigrati, probabilmente anche per un notevole ritorno economico che gli ebrei avrebbero significato. Altri ebrei siciliani invece emigrarono dove poterono: i meno abbienti affrontarono il viaggio "breve" fino alla Calabria, allora parte del Regno di Napoli, da dove però vennero espulsi con editto reale del 1542. Alcuni di essi giunsero a Roma nel cui ghetto fondarono una delle cinque sinagoghe, sopravvissuta fino al 1906.
La migrazione forzata della comunità ebraica isolana vide quindi la partenza di quasi un terzo degli Ebrei; di quelli rimasti nei due secoli seguenti, depauperati dei propri beni e convertiti forzatamente al cattolicesimo, finirono al rogo 473 marrani siciliani (Ebrei convertiti, accusati di officiare ancora la propria religione), mentre coloro che sopravvissero scelsero nomi cristiani. I cognomi - più difficili da stabilire - vennero presi dalle regioni, dalle città o da piccoli paesi, come Pugliese, Catania, Delia; alcuni cognomi invece furono tratti ispirandosi a termini e nomi ebraici, come Isaia che divenne Saja, ma sempre con una chiave di lettura capace di essere notata da chi fosse stato in grado di interpretarla. In questo clima si inserisce anche Catania, dove, in alcuni simboli familiari, compaiono vaghi echi di simbolismo ebraico camuffato per una non immediata lettura.

### XVIII e XIX secolo
Solo 250 anni dopo il Decreto di Alhambra alcune famiglie ebraiche tornarono in Sicilia. La crisi economica secentesca del Viceregno di Sicilia condusse i governatori dell'Isola a invitare gli Ebrei a ripopolarla: nel 1695, nel 1727 e nel 1729 quando uscì un indulto pubblicato a Messina che sostanzialmente dichiarava la città dello Stretto un porto franco, concedendo diversi privilegi per un maggiore ampliamento del commercio. Ma furono in pochi ad accettare gli inviti. La restaurazione del Regno di Sicilia sotto la dinastia borbonica vide ancora un'espulsione il 30 luglio 1747, cui però fece seguito un cambio di rotta del re Ferdinando III, il quale nel 1784 emanò un nuovo decreto per la creazione del porto franco di Messina. Le campagne napoleoniche invece portarono una certa tolleranza: i ghetti italiani vengono aboliti, come l'obbligo di portare il contrassegno sugli abiti e sulle insegne delle botteghe.
Dell'inizio del XIX secolo abbiamo rare documentazioni relative alla presenza di ebrei a Catania. Dopo l'unità d'Italia, pur mantenendo le loro peculiarità religiose e l'organizzazione delle varie comunità, la loro storia non è distinta da quella del resto della popolazione. L'integrazione nella società divenne pressoché totale e, sfogliando gli archivi è possibile trovare ebrei impegnati in tutte le professioni. I rari episodi di intolleranza e antisemitismo non modificano la sostanziale parità raggiunta.

### Dal Novecento ai giorni nostri
Un caso abbastanza affascinante è legato alle vicende legate al cosiddetto "Castello della Leucatia", costruito nel quartiere settentrionale di Canalicchio e oggi sede di biblioteca e auditorium comunali, costruito nel 1911, sede di sinagoga dal 2022. L'edificio, si racconta nel libro che svela l'intera storia di Rossella Jannello, giornalista e scrittrice ("La Bella Angelina - Sono morta per restare", 2019, Carthago Edizioni), venne eretto dal ricco ebreo Mioccio come dono di nozze per la figlia Angelina, promessa ad un professionista catanese, non ricambiato dalla fanciulla che preferì togliersi la vita. I lavori si interruppero e il palazzo venne svenduto ancora in cantiere, mentre la ragazza fu imbalsamata da un anonimo imbalsamatore di inizio secolo (e definita eccezionale testimonianza delle tecniche imbalsamatorie del suo tempo da Dario Piombino-Mascali) e posta in una teca di cristallo dentro una lussuosa cappella al cimitero comunale. L'evento luttuoso fece nascere la diceria popolare relativa alla presenza di un fantasma di donna che aleggerebbe nella torre del palazzo. Il caso di Angelina Mioccio tornò agli onori della cronaca dopo un caso di presunte apparizioni ad un 39nne di Catania, Samuele Bombaci, denunciato alla magistratura per violazione di tomba. Vera o falsa la vicenda dei suoi primi proprietari, della origine ebraica del palazzo sarebbero vistose prove le stelle di David tutto lungo i suoi cornicioni. Nel 1938, sulla base del censimento fascista, a Catania vivevano 75 Ebrei di cui pochi erano originari catanesi. Un'importante eccezione è costituita da Antonino Lanza, di madre ebrea (Nurian Falcon Levi, di origine polacca), deportato a Dachau, matricola 361.809, da cui - unico tra gli ebrei siciliani deportati nei campi di concentramento - si salvò.
Alla fine del XX secolo inizia ad esserci un aumento dell'interesse relativo alla radice ebraica siciliana, sia da parte della rivista Shalom, che della Regione Siciliana, che per iniziativa dello studioso Titta Lo Jacono, in un periodo in cui oltre alla organizzazione di seminari e congressi si è proposta la realizzazione di una sinagoga in Sicilia ad Agira (EN) e la valorizzazione dei monumenti ebraici siciliani, considerati unici nel loro genere nel bacino del Mediterraneo, tra i quali il bagno ebraico di Ortigia.
Oggi la comunità religiosa ebraica di Catania, come quelle di tutta la regione, ad eccezione di Siracusa, è demandata alla comunità ebraica di Napoli, che ha la competenza sulle regioni Basilicata, Calabria, Campania, Molise, Puglia e Sicilia. Dal 2009 Catania è l'unica città che, pur non avendo una sinagoga, ha ottenuto dall'Ucei, l'Unione delle comunità ebraiche italiane, l'autorizzazione all'accensione del candelabro durante la Hanukkah. Nel 2010 la manifestazione, svolta in piazza Università, è stata rovinata da un atto vandalico, forse di natura antisemita.
Nel 2017, su interesse di Baruch Triolo, un avvocato catanese convertito all'ebraismo, si istituiva formalmente la comunità catanese, in attesa della realizzazione di una sinagoga, inaugurata nel 2022 tra polemiche presso il cosiddetto "castello della Leucatia".